# Rotes Haus (Brugg)

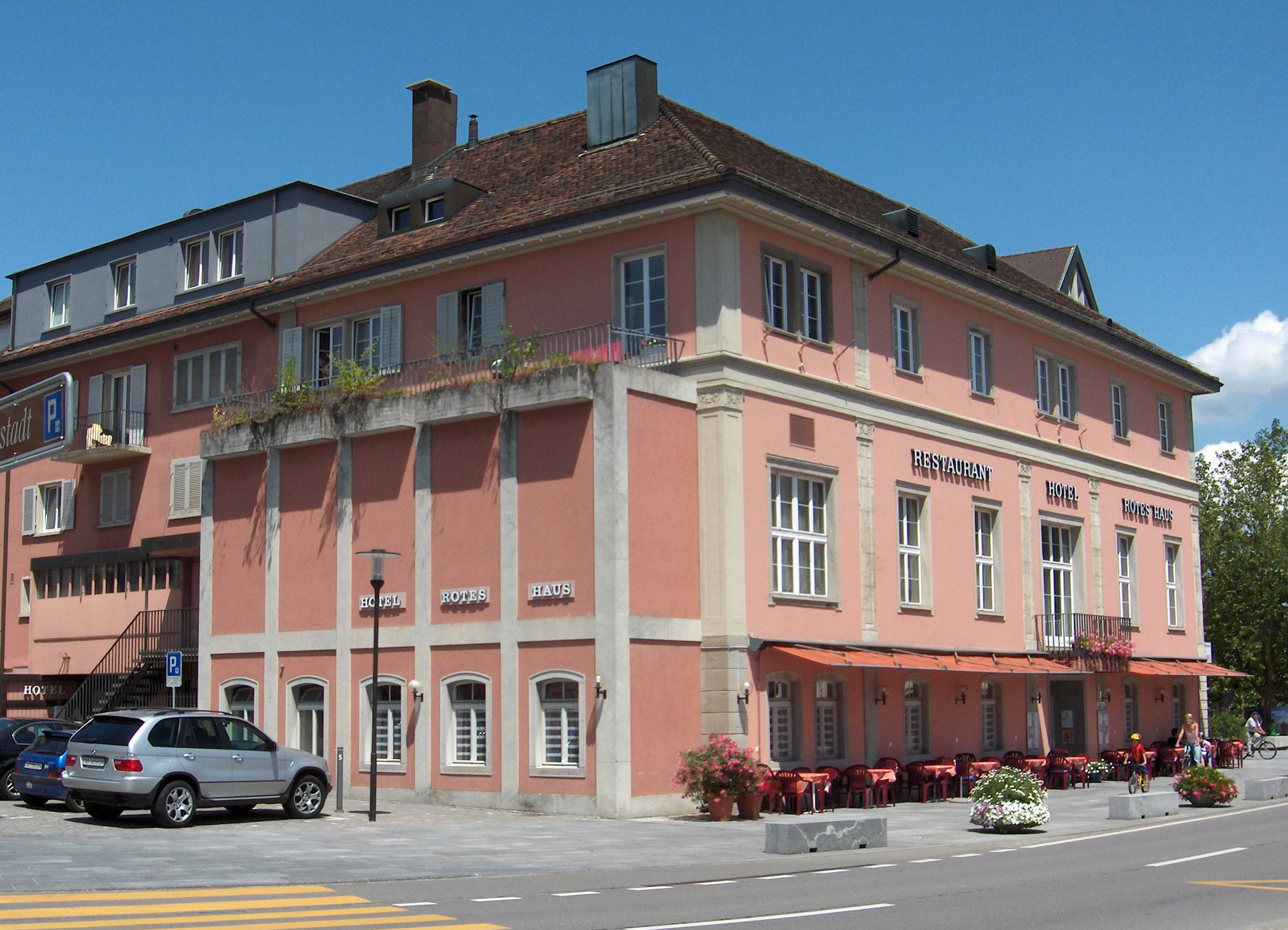
Rotes Haus

Das Rote Haus ist ein Gebäude in Brugg im Kanton Aargau. Es befindet sich an der Hauptstrasse 7, am Rande des Eisiplatzes. Seit Mitte des 15. Jahrhunderts besteht an dieser Stelle eine Gaststätte. Das heutige Gebäude im klassizistischen Stil bildet den südlichen Abschluss der Altstadt und entstand in den Jahren 1840/1841. Darin befinden sich ein Hotel und ein italienisches Restaurant.

## Geschichte
Die Geschichte des Roten Hauses reicht mindestens bis ins Jahr 1448 zurück. Damals wurde der Rote Turm (oder Obere Turm), das südliche Stadttor, neu aufgebaut, nachdem er vier Jahre zuvor im Alten Zürichkrieg stark beschädigt worden war. Die Brugger Stadtchronik berichtet ebenfalls 1448 erstmals von einer Taverne namens «Rotes Haus», die sich unmittelbar an den Turm anschloss. Bis zur Ausrufung der Helvetischen Republik im Jahr 1798 unterstand das Rote Haus dem städtischen Tavernenrecht: Die Wirte oder Pächter durften warme Speisen anbieten, einheimischen und «welschen» Wein (überwiegend aus der Region La Côte) ausschenken und Gäste beherbergen; ebenso besass die Gaststätte grosse Stallungen zur Unterbringung von Fuhrwerken, Kutschen und Pferden.

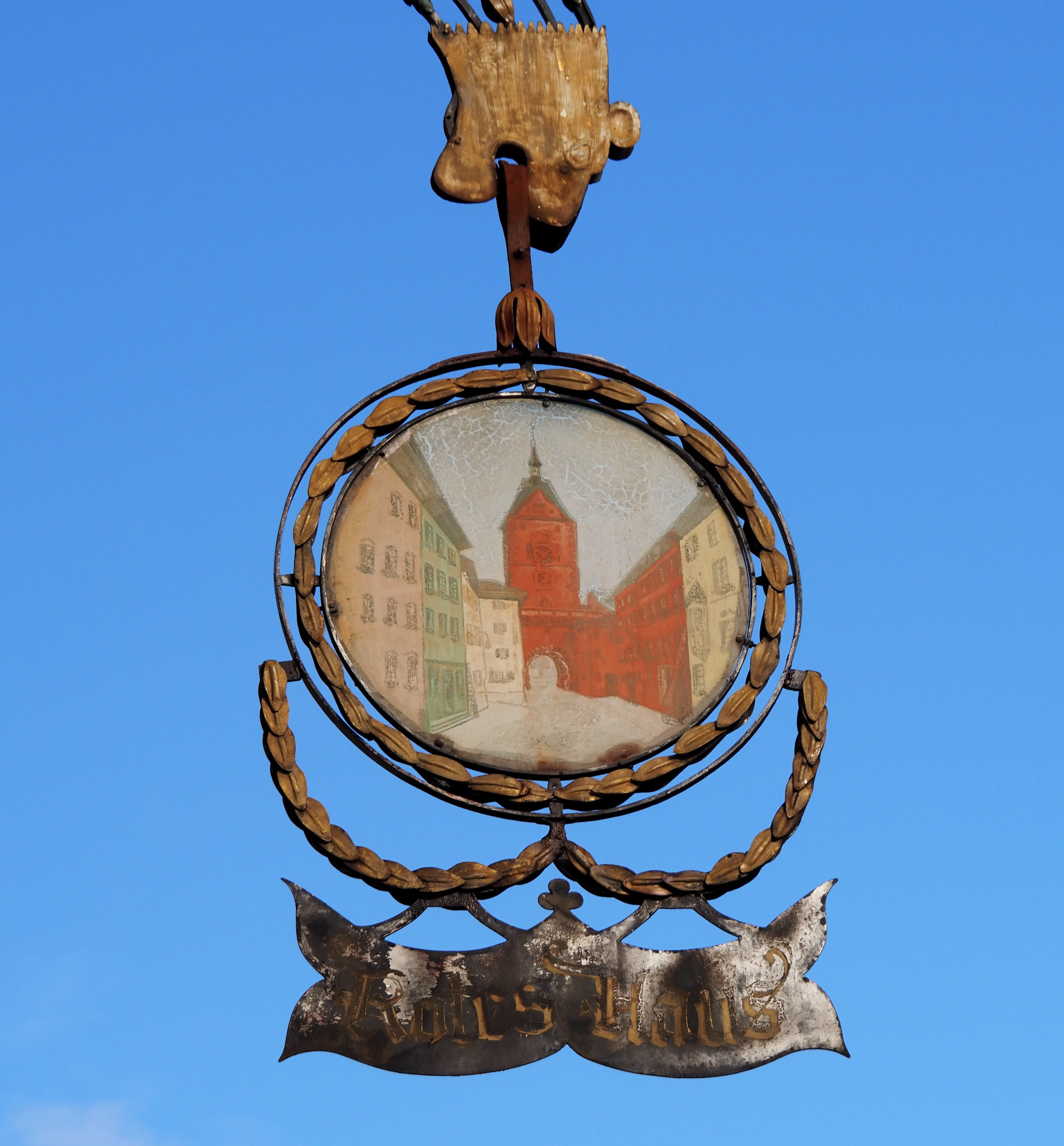
Wirtshausschild

1829 begann man in Brugg mit dem Abbruch der Stadttore, da sie als Hindernisse für den wachsenden Fuhrwerkverkehr galten. Besonders stark setzte sich der Fuhrunternehmer Wilhelm Schilplin dafür ein, der damalige Wirt des Roten Hauses. Er ging von einer Zunahme des Verkehrs über den nahen Bözbergpass aus, wovon insbesondere sein eigener Betrieb profitieren sollte. Schilplin wollte auch das Obere Tor mitsamt angrenzendem Wachthaus schleifen, damit er auf dem freiwerdenden Gelände ein bedeutend grösseres Gasthaus errichten konnte. Zu diesem Zweck schloss er 1840 mit dem Gemeinderat einen entsprechenden Vertrag. Die Gemeindeversammlung stimmte diesem mit grosser Mehrheit zu. Es hiess, der Obere Turm sei unbestritten ein Wahrzeichen der Stadt, doch sei sein Abbruch ein Zeichen des Fortschritts und vom Gasthausneubau würden auch viele andere Gewerbebetriebe profitieren.
Der Turm wurde umgehend abgebrochen und das Rote Haus südwärts zum Eisiplatz hin erweitert. Der klassizistische Neubau entstand nach den Plänen des einheimischen Baumeisters Friedrich Jäger, als Baumaterial dienten wiederverwendbare Steine des Turms. Bei den Bauarbeiten stiess man auf zwölf alemannische Gräber; eine dabei gefundene Gürtelzunge stammt aus der Zeit um 600. Schilplin erlebte die Fertigstellung nicht mehr, da er am 1. Juni 1841 in den noch unvollendeten Keller stürzte und dabei tödliche Verletzungen erlitt. In den 1840er Jahren legte die Postkutsche zwischen Zürich und Basel den lukrativen mittäglichen Zwischenhalt in Brugg ein. Nach der Eröffnung der Schweizerischen Nordbahn (Zürich–Baden) im August 1847 verlegte die Postverwaltung die Mittagsrast ins Fricktal, wodurch dem Roten Haus beträchtliche Einnahmen entgingen. Von 1873 bis 1896 befand sich im Roten Haus das Brugger Postbüro.
Im Oktober 2013 wurde die gemeinnützige «Stiftung Rotes Haus» gegründet, die Anfang 2015 einen Teil der Liegenschaft mitsamt Hotel und Restaurant erwarb. Mittelfristig wird eine sanfte Modernisierung angestrebt. Die restlichen Räume sollen ebenfalls erworben werden; dazu gehört insbesondere der Saal im ersten Stockwerk, der zukünftig für Veranstaltungen verschiedener Art genutzt werden soll.
Die Freikirche International Christian Fellowship führt im Saal des Restaurants Veranstaltungen durch.